# 玛丽亚·罗莎·莉达·德·马尔基尔

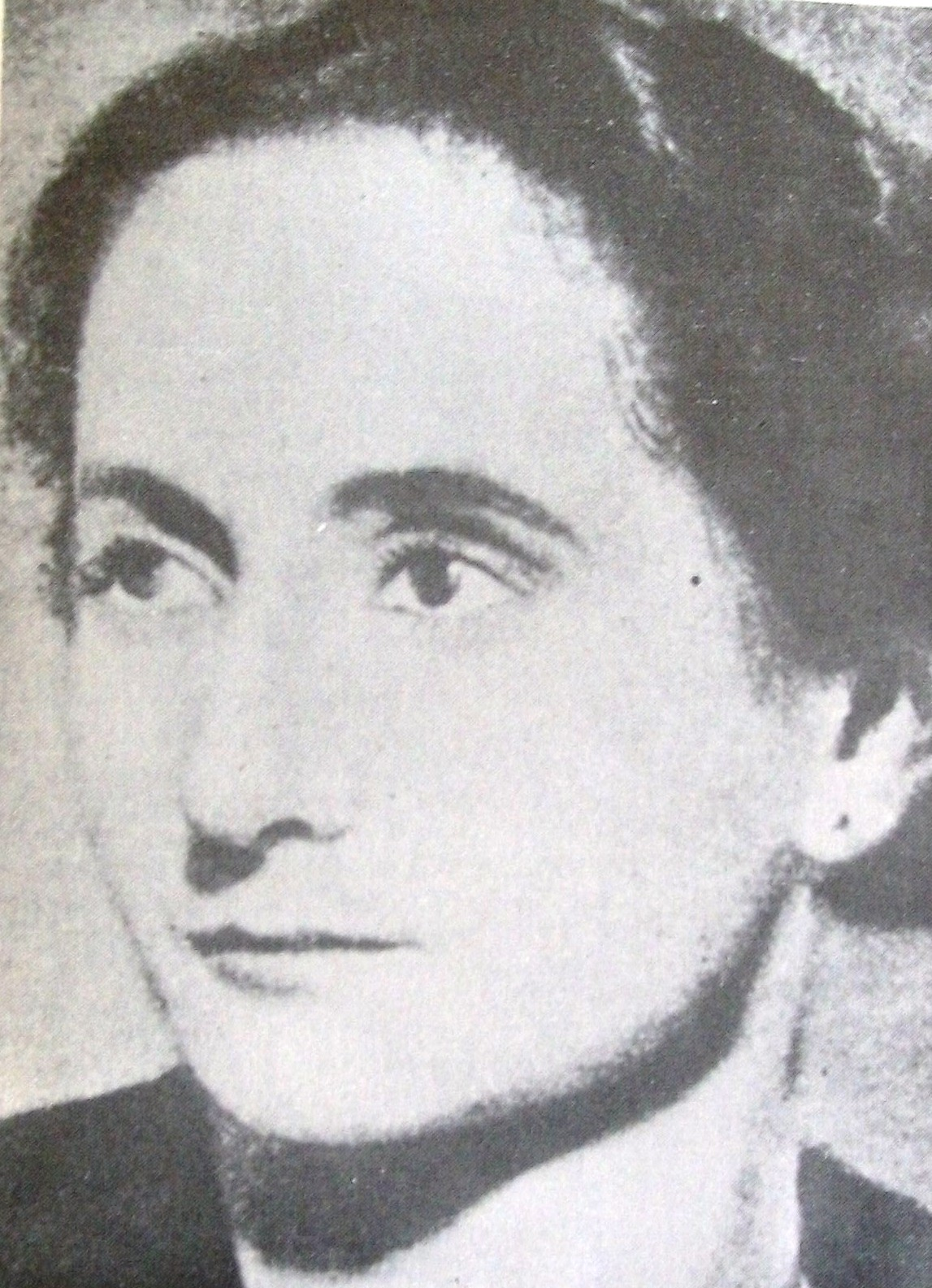
María Rosa Lida de Malkiel

玛丽亚·罗莎·莉达·德·马尔基尔 (María Rosa Lida de Malkiel；1910年11月7日 – 1962年9月25日)是一位阿根廷文字学家。
莉达·德·马尔基尔一开始在布宜诺斯艾利斯大学文学院教授拉丁文、希腊文。由于胡安·贝隆政府干涉大学自治，她流亡至美国。
1948年她嫁给了俄罗斯出生的罗曼语专家雅科夫·马尔基尔。1967年她与丈夫一起编辑了《伊戈尔旅行记》的一个权威版本。在美国她任教于加州大学伯克莱分校、哈佛大学、伊利诺斯大学和斯坦福大学，并取得了史密斯学院的荣誉学位。
她专攻罗曼语文学，被认为是研究亚瑟-西班牙语言的先驱，1953年在拉蒙·梅嫩德斯·皮达尔推荐下成为西班牙皇家学院的成员，1959年成为莱特拉斯阿根廷学院会员。

## 作品选集
- 1961, Two Spanish masterpieces: the Book of good love, and The Celestina
- n.d., Selected articles on medieval and Renaissance Spanish literature
- 1966, Estudios de literatura española y comparada